# Лозарска ножица
Лозарска ножица се нарича ръчен режещ инструмент използван в селското стопанство и градинарството. С нея се прерязват лозови пръчки при оформяне на лозата, тънки клони на дървета, храсти, стъбла на цветя и други.

## История
Този вид ножица е изобретен доста късно. През 1815 г. във Франция е използван за първи път при ежегодното рязане на лозите. От тогава до днес тя бързо се налага поради факта, че работата с нея е лека, а раневия ръб, който се образува на стъблото при прерязването е прав и бързо зараства. По-късно за нуждите на градинарството е създадена и видоизменена форма на лозарската ножица наречена храсторез.

## Устройство
1 – Работно режещо рамо. Това е горната подвижна режеща част на инструмента.
2 – Опорно режещо рамо. Заоблено е да се намали триенето и е снабдено с жлеб за изтичане на растителните сокове.
3 – Болт и гайка. Те държат режещите рамена паралелни позволяващи да се движат.
4 – Буфер.
5 – Пружина. Спомага за лесното и бързо отваряне на рамената на ножицата.
6 – Ръкохватки.
7 – Скоба. Тя захваща двете рамена като не им позволява да се разтварят.